# Bernard Zawada
Bernard Zawada – polski inżynier, doktor habilitowany nauk technicznych. Specjalizuje się w automatyzacji w ciepłownictwie, ogrzewnictwie i wentylacji. Profesor na Wydziale Instalacji Budowlanych, Hydrotechniki i Inżynierii Politechniki Warszawskiej.

## Życiorys
Doktoryzował się w 1983 na podstawie pracy pt. Model matematyczny zautomatyzowanego węzła cieplnego oraz jego doświadczalna weryfikacja (promotorem pracy był prof. Leon Kołodziejczyk). Habilitował się w 1994 na podstawie oceny dorobku naukowego i rozprawy Analiza procesu użytkowania energii cieplnej w eksploatacji. Pracuje jako profesor nadzwyczajny w Zakładzie Klimatyzacji i Ogrzewnictwa Wydziału Instalacji Budowlanych, Hydrotechniki i Inżynierii Politechniki Warszawskiej. Wiceprzewodniczący Sekcji Ciepłownictwa i Klimatyzacji Komitetu Inżynierii Lądowej i Wodnej PAN w kadencji 2012-2014. W przeszłości pełnił funkcję dziekana Wydziału Inżynierii Środowiska PW.
Autor podręcznika akademickiego pt. Układy sterowania w systemach wentylacji i klimatyzacji (Oficyna Wydawnicza Politechniki Warszawskiej 2006, ISBN 83-7207-627-8) oraz współautor podręcznika Laboratorium automatyzacji urządzeń sanitarnych (wraz z K. Kasperkiewiczem i W. Chmielnickim, PWN 1987, ISBN 83-01-07824-3). Swoje artykuły publikował w czasopismach naukowych i fachowych, m.in. w "Ciepłownictwie, Ogrzewnictwie, Wentylacji" oraz "Chłodnictwie i Klimatyzacji".